# FFA Cup 2015
Der FFA Cup 2015 war die zweite Austragung des FFA Cups, des landesweiten australischen Fußball-Pokalwettbewerbs der Männer. Insgesamt nahmen 635 Fußballmannschaften an dem Wettbewerb teil. 32 Mannschaften erreichten die erste Hauptrunde, darunter die zehn Klubs der A-League 2014/15, der Meister der National Premier Leagues 2014 sowie 21 unterklassige Klubs, die sich in den regionalen Qualifikationsrunden durchsetzten. Titelverteidiger Adelaide United schied im Viertelfinale gegen den späteren Sieger Melbourne Victory aus.
Pokalsieger wurde zum ersten Mal Melbourne Victory, das sich im Finale mit 2:0 gegen Perth Glory durchsetzte.

## Qualifikationsrunden
In den verschiedenen regionalen Vorausscheidungen traten mehrere hundert Mannschaften an, um sich für einen von 21 zu vergebenden Hauptrundenplätze zu qualifizieren. Die zehn Teams der A-League (Adelaide United, Brisbane Roar, Central Coast Mariners, Melbourne City FC, Melbourne Victory, Newcastle United Jets, Perth Glory, Sydney FC, Wellington Phoenix, Western Sydney Wanderers) waren für die Hauptrunde gesetzt. Zudem erhält der Meister der National Premier Leagues 2014 (North Eastern MetroStars) einen Startplatz. Alle neun Regionalverbände des australischen Fußballverbandes tragen Qualifikationsrunden aus, erstmals auch Mannschaften aus dem Northern Territory. Zur Verteilung der Qualifikationsplätze pro Regionalverband wurde die Anzahl der Spielerregistrierungen herangezogen, was zu folgender Verteilung führte:
| Regionalverband              | Startplätze | Qualifikanten (Ligaebene)                                                                                           |
| ---------------------------- | ----------- | --- |
| New South Wales              | 5           | Balmain Tigers FC (IV), Blacktown City FC (II), Rockdale City Suns FC (II), Sydney Olympic (II), Sydney United (II) |
| Queensland                   | 4           | Brisbane Strikers (II), Queensland Lions (III), Palm Beach SC (II), Far North Queensland FC (II)                    |
| Victoria                     | 4           | Heidelberg United (II), Hume City FC (II), South Melbourne FC (II), Oakleigh Cannons (II)                           |
| Northern New South Wales     | 2           | Broadmeadow Magic (II), Edgeworth FC (II)                                                                           |
| Western Australia            | 2           | Perth SC (II), Sorrento FC (II)                                                                                     |
| Australian Capital Territory | 1           | Gungahlin United (II)                                                                                               |
| South Australia              | 1           | Croydon Kings (II)                                                                                                  |
| Tasmania                     | 1           | South Hobart FC (II)                                                                                                |
| Northern Territory           | 1           | Darwin Olympic (II)                                                                                                 |

Die meisten Regionalverbände nutzen ohnehin bestehende Pokalwettbewerbe, um die Qualifikationsplätze zu vergeben.

## Erste Hauptrunde
Die erste Hauptrunde fand zwischen dem 29. Juli und dem 11. August 2015 statt. Die Begegnungen wurden am 1. Juli 2015 ausgelost. In der Klammer ist die jeweilige Ligaebene angegeben, in der der Verein in der Saison 2014/15 spielte.
| Datum                 |                              | Ergebnis              |                               |
| --------------------- | ---------------------------- | --------------------- | ----------------------------- |
| 29.07.2015, 19:30 Uhr | Palm Beach SC (II)           | 1:1 n. V. (8:7 i. E.) | South Melbourne FC (II)       |
| 29.07.2015, 19:30 Uhr | Broadmeadow Magic (II)       | 1:3                   | Heidelberg United (II)        |
| 29.07.2015, 19:30 Uhr | Blacktown City FC (II)       | 1:2                   | North Eastern MetroStars (II) |
| 29.07.2015, 19:30 Uhr | Hume City FC (II)            | 4:3 n. V.             | Brisbane Strikers (II)        |
| 04.08.2015, 19:30 Uhr | Balmain Tigers FC (IV)       | 0:6                   | Melbourne Victory (I)         |
| 04.08.2015, 19:30 Uhr | Gungahlin United (II)        | 0:1                   | Sydney Olympic (II)           |
| 04.08.2015, 19:30 Uhr | Sydney United (II)           | 3:3 n. V. (3:1 i. E.) | South Hobart FC (II)          |
| 04.08.2015, 19:30 Uhr | Edgeworth FC (II)            | 1:2                   | Melbourne City FC (I)         |
| 05.08.2015, 20:30 Uhr | Sorrento FC (II)             | 0:2                   | Sydney FC (I)                 |
| 05.08.2015, 20:30 Uhr | Darwin Olympic (II)          | 1:6                   | Adelaide United (I)           |
| 05.08.2015, 20:30 Uhr | Rockdale City Suns FC (II)   | 3:1                   | Perth SC (II)                 |
| 05.08.2015, 20:30 Uhr | Croydon Kings (II)           | 1:2                   | Queensland Lions (III)        |
| 11.08.2015, 19:30 Uhr | Western Sydney Wanderers (I) | 1:0                   | Brisbane Roar (I)             |
| 11.08.2015, 19:30 Uhr | Newcastle United Jets (I)    | 2:2 n. V. (3:4 i. E.) | Perth Glory (I)               |
| 11.08.2015, 19:30 Uhr | Central Coast Mariners (I)   | 0:1                   | Wellington Phoenix (I)        |
| 11.08.2015, 19:30 Uhr | Oakleigh Cannons (II)        | 1:1 n. V. (5:4 i. E.) | Far North Queensland FC (II)  |

## Zweite Hauptrunde
Die zweite Hauptrunde fand am 26. August und 1. September 2015 statt. Die Begegnungen wurden am 12. August 2015 ausgelost. In der Klammer ist die jeweilige Ligaebene angegeben, in der der Verein in der Saison 2014/15 spielte.
| Datum                 |                               | Ergebnis  |                              |
| --------------------- | ----------------------------- | --------- | ---------------------------- |
| 26.08.2015, 19:30 Uhr | Adelaide United (I)           | 2:1 n. V. | Sydney FC (I)                |
| 26.08.2015, 19:30 Uhr | Melbourne City FC (I)         | 5:1       | Wellington Phoenix (I)       |
| 26.08.2015, 19:30 Uhr | Heidelberg United (II)        | 2:0       | Sydney United (II)           |
| 26.08.2015, 19:30 Uhr | Queensland Lions (III)        | 0:1 n. V. | Perth Glory (I)              |
| 01.09.2015, 19:30 Uhr | Rockdale City Suns FC (II)    | 2:3       | Melbourne Victory (I)        |
| 01.09.2015, 19:30 Uhr | Palm Beach SC (II)            | 0:2       | Western Sydney Wanderers (I) |
| 01.09.2015, 19:30 Uhr | North Eastern MetroStars (II) | 0:1       | Oakleigh Cannons (II)        |
| 01.09.2015, 19:30 Uhr | Hume City FC (II)             | 3:1       | Sydney Olympic (II)          |

## Viertelfinale
Die Viertelfinalpartien fanden am 22. und 29. September 2015 statt. Die Begegnungen wurden am 1. September 2015 ausgelost. In der Klammer ist die jeweilige Ligaebene angegeben, in der der Verein in der Saison 2014/15 spielte.
| Datum                 |                        | Ergebnis              |                              |
| --------------------- | ---------------------- | --------------------- | ---------------------------- |
| 22.09.2015, 19:30 Uhr | Melbourne Victory (I)  | 3:1                   | Adelaide United (I)          |
| 22.09.2015, 19:30 Uhr | Hume City FC (II)      | 3:2 n. V.             | Oakleigh Cannons (II)        |
| 29.09.2015, 20:00 Uhr | Heidelberg United (II) | 0:5                   | Melbourne City FC (I)        |
| 29.09.2015, 20:30 Uhr | Perth Glory (I)        | 1:1 n. V. (4:2 i. E.) | Western Sydney Wanderers (I) |

## Halbfinale
Die Halbfinalpartien fanden am 21. und 28. Oktober 2015 statt. Die Begegnungen wurden am 29. September 2015 ausgelost. In der Klammer ist die jeweilige Ligaebene angegeben, in der der Verein in der Saison 2014/15 spielte.
| Datum                 |                   | Ergebnis |                       |
| --------------------- | ----------------- | -------- | --------------------- |
| 21.10.2015, 18:30 Uhr | Perth Glory (I)   | 3:1      | Melbourne City FC (I) |
| 28.10.2015, 19:30 Uhr | Hume City FC (II) | 0:3      | Melbourne Victory (I) |

## Finale
| Melbourne Victory                         | Melbourne Victory | Perth Glory | Perth Glory |
| ----------------------------------------- | --- | --- | ----------- |
| Melbourne Victory                         | \| Finale \| \| 7. November 2015 in Melbourne (AAMI Park) \| \| Ergebnis: 2:0 (2:0) \| \| Zuschauer: 15.089 \| \| Schiedsrichter: Ben Williams \| \| Spielbericht \| | \| Finale \| \| 7. November 2015 in Melbourne (AAMI Park) \| \| Ergebnis: 2:0 (2:0) \| \| Zuschauer: 15.089 \| \| Schiedsrichter: Ben Williams \| \| Spielbericht \|                                                                                        | Perth Glory |
| Melbourne Victory                         | Danny Vukovic – Jason Geria, Leigh Broxham, Matthieu Delpierre, Daniel Georgievski – Carl Valeri , Guilherme Finkler (84. Rashid Mahazi), Oliver Bozanic – Kosta Barbarouses, Besart Berisha (88. Thomas Deng), Fahid Ben Khalfallah (90.+2' Connor Pain) Cheftrainer: Kevin Muscat | Ante Covic – Joshua Risdon, Dino Đulbić, Michael Thwaite, Marc Warren (86. Antony Golec) – Nebojša Marinković, Diogo Ferreira, Hagi Gligor (61. Guyon Fernandez) – Richard Garcia, Sidnei (74. Alex Grant), Diego Castro Cheftrainer: Kenny Lowe ( England) | Perth Glory |
| Melbourne Victory                         | 1:0 Bozanic (35.) 2:0 Berisha (42.) | | Perth Glory |
| Melbourne Victory                         | Broxham (33.), Khalfallah (40.), Valeri (77.) | Đulbić (15.), Sidnei (55.) | Perth Glory |
| Melbourne Victory                         | Valeri (86.) | | Perth Glory |
| Finale                                    | | |             |
| 7. November 2015 in Melbourne (AAMI Park) | | |             |
| Ergebnis: 2:0 (2:0)                       | | |             |
| Zuschauer: 15.089                         | | |             |
| Schiedsrichter: Ben Williams              | | |             |
| Spielbericht                              | | |             |

## Torschützenliste
Nachfolgend sind die besten Torschützen der Pokalsaison (ohne Qualifikation) aufgeführt. Bei gleicher Anzahl an Toren sind die Spieler alphabetisch sortiert.
| Platz | Spieler           | Mannschaft        | Tore |
| ----- | ----------------- | ----------------- | ---- |
| 01.   | Aaron Mooy        | Melbourne City FC | 6    |
| 02.   | Besart Berisha    | Melbourne Victory | 5    |
| 03.   | Marcus Schroen    | Hume City FC      | 4    |
| 04.   | Theo Markelis     | Hume City FC      | 3    |
|       | Bruno Fornaroli   | Melbourne City FC | 3    |
|       | Kosta Barbarouses | Melbourne Victory | 3    |